# تور مان
تور مان (بالسويدية: Tor Mann)‏ هو موزع سويدي، ولد في 25 فبراير 1894 في Katarina Parish ‏ في السويد، وتوفي في 29 مارس 1974 في Engelbrekt Parish ‏ في السويد.

## وصلات خارجية
- تور مان على موقع ميوزك برينز (الإنجليزية)
- تور مان على موقع أول ميوزيك (الإنجليزية)
- تور مان على موقع ديسكوغز (الإنجليزية)